# Rubia thunbergii
Rubia thunbergii är en måreväxtart som beskrevs av Dc.. Rubia thunbergii ingår i släktet krappar, och familjen måreväxter. Inga underarter finns listade i Catalogue of Life.